# Зоракан
Зорака́н (арм. Զորական, до 4 июля 2006 года - Верин Керплу) — село в Тавушской области Армении. На западе от села расположено село Ахтанак, а за ним трасса Ереван—Тбилиси, на севере проходит граница с Грузией, на востоке через село Бердаван вдоль границы с Азербайджаном проходит трасса на Иджеван и Берд, а на юге находится гора.

## Население
По данным на 1886 год, в селе Кёрпили проживало 361 азербайджанца, указанных как «татары».
По данным «Кавказского календаря» на 1912 год в селе Керпли Борчалинского уезда Елисаветпольской губернии проживало 395 человек, в основном азербайджанцев, указанных как «татары».
До Карабахского конфликта село называлось Юхар Керпли и имело азербайджанское население. В результате Первой карабахской войны был произведен «обмен населением» между двумя селениями.
Жители армянской деревни Чардахлы находящийся на территории Азербайджана переселились в Зоракан. В то время как азербайджанские жители Зоракана заменили население Чардахлы.